# The Great Burrito Extortion Case
The Great Burrito Extortion Case — шестой студийный альбом американской рок-группы Bowling for Soup, который стал их третьим альбомом на крупном лейбле. Он выпущен 7 ноября 2006 года на Jive Records и Zomba Group
Альбом получил положительные и умеренные отзывы критиков.

## Отзывы
| Оценки критиков      | Оценки критиков |
| Источник             | Оценка          |
| -------------------- | --------------- |
| AbsolutePunk         | 6.2/10          |
| AllMusic             | [ 1 ]           |
| Entertainment Weekly | B−              |
| Melodic              | [ 4 ]           |
| Rolling Stone        | [ 5 ]           |

Альбом получил положительные и умеренные отзывы критиков.
Старший редактор AllMusic Стивен Томас Эрлевайн отметил, что альбом «все ещё горделиво бестолковый, попсовый панк, который веселит, но не запоминается», но нашёл юмор группы устаревшим с его отсылками к поп-культуре 80-х годов, сказав, что они «немного потворствуют, пытаясь дать то, чего, по их мнению, хотят сегодняшние подростки», и заключил, что «даже когда они выглядят как чудаки поколения X, они все ещё проворны и мелодичны, так что слушать The Great Burrito Extortion Case и наслаждаться им достаточно легко — хотя, конечно, трудно завестись по этому поводу». Гэри Сасман из Entertainment Weekly сказал, что альбом «начинается весело, но становится самовнушительным», заключив: «Тем не менее, по крайней мере две мелодии навсегда засядут в вашем черепе. Однажды вы с нежностью вспомните о них, и BFS, торгующие инста-ностальгией, будут рядом, чтобы написать запоминающийся номер об этом чувстве». Кристиан Хоард из Rolling Stone отметил, что «между „I’re re-happy-to-be-happy“ и хвалебным „Val Kilmer“, десятками не очень умных шуток о сумасшедших девушках и Джоне Мелленкампе, плаксивыми гармониями и чаг-чаг гитарами, которые сливаются вместе, песни быстро теряют своё очарование».
Альбом получил «Почётное упоминание» в десятке лучших альбомов 2006 года по версии Ultimate-Guitar и дебютировал на 88 месте в Billboard 200.

## Список композиций
| №                   | Название                                                 | Автор(ы)                 | Длительность |
| ------------------- | -------------------------------------------------------- | ------------------------ | ------------ |
| 1.                  | «Epiphany»                                               | Jaret Reddick, Zac Maloy | 4:12         |
| 2.                  | «High School Never Ends» (**)                            | Reddick, Адам Шлезингер  | 3:31         |
| 3.                  | «Val Kilmer»                                             | Reddick, Maloy           | 3:34         |
| 4.                  | «I'm Gay»                                                | Reddick                  | 3:29         |
| 5.                  | «Why Don't I Miss You?»                                  | Reddick, Stacy Jones     | 3:51         |
| 6.                  | «A Friendly Goodbye»                                     | Reddick                  | 3:30         |
| 7.                  | «Luckiest Loser»                                         | Reddick, Jones           | 3:50         |
| 8.                  | «Love Sick Stomach Ache (Sugar Coated Accident)»         | Reddick, Maloy           | 4:08         |
| 9.                  | «Much More Beautiful Person» (с Лесли Рой)               | Reddick, Mitch Allan     | 3:27         |
| 10.                 | «Friends Like You»                                       | Reddick                  | 2:33         |
| 11.                 | «When We Die» (*)                                        | Reddick, Бутч Уокер      | 4:15         |
| 12.                 | «99 Biker Friends»                                       | Reddick, Maloy           | 3:17         |
| 13.                 | «Don't Let It Be Love»                                   | Reddick, Maloy           | 3:28         |
| 14.                 | «If You Come Back to Me» (includes "Outro" hidden track) | Reddick, Maloy           | 20:13        |
| Общая длительность: | Общая длительность:                                      | Общая длительность:      | 64:42        |